# Lee Sung-Jin
Lee Sung-Jin (n. 7 martie 1985, Chungcheong de Sud, Coreea de Sud) este o arcașă ce a reprezentat Coreea de Sud, medaliată olimpică. A participat la 2 ediții ale Jocurilor Olimpice (2004, 2012) în care a câștigat două medalii de aur și o medalie de argint.